# 登加
登加（英語：Tengah）是一个位于新加坡西部的規劃區和未来的新市镇。它的界线在蔡厝港以西南、裕廊东和裕廊西以北和武吉巴督以西。
登加前身是一个军事禁制区，而基於在2018年的公告，它现在被预留作未来公共房屋用途。它亦因而成為继1990年代榜鹅市鎮以來首個建屋發展局規劃的新市镇。
在登加的军事训练区非军事化之后，登加市鎮首期部分单位将在2018年中落成。登加被划分为田园区（Plantation District）、绿苑区（Garden District）、园林区（Park District）、碧兰区（Brickland District）及山景区（Forest Hill District）五个分区。
登加的西南方将成为裕廊创新区的一部分。裕廊创新区是相比裕廊工业区更新颖的工业区。

## 词源
登加在昔日新加坡尚未城市化時，称为「奉教」、一个當時位于现今裕廊西以北些许的华人村落，自1884年圣公会建立裕廊圣约翰堂于此后便开始有华人在这一带聚居，到1960年代改称做「丰加」。一个位于裕廊西的同名地方沿用此称呼。南区将重置登加的污染排放。
目前并不确知从何时起「登加」一词被普遍使用以描述该地区。登加新镇北面是登加河，乃克兰芝河之支流。在马来语里，「登加」一词可指「中心」、「中央」或「中間」，登加河恰好是三条支流中间一支。

## 歷史
在1980年代，根據當時新加坡政府的安排，原本居於丰加的村民被重新安置到鄰近政府興建的新鎮，即現今武吉巴督、蔡厝港及裕廊一帶。學校亦被遷移至他處，如原本在丰加路的一座寺廟附近辦学的醒南小学。在裕廊一帶用作安置村民的市鎮被命名為「丰加」，估計极大可能是因为村民来自丰加。當全村完成清拆後，泛岛高速公路（简称：PIE）和克兰芝高速公路（简称：KJE）工程隨即在登加展開，並兴建了裕廊西二道，促成了裕廊西市镇和蔡厝港市鎮的兴起。丰加西部地区（裕廊路第22乡道以西）在1996年首先对外封閉，并被军方用于训練用途，而丰加东部地区（裕廊路第22乡道以东）也在2005年对外封閉。

## 市镇发展
登加市镇佔地7平方公里（即700公顷），约与碧山的面积相仿，并被规划为新加坡首个森林市镇和首个无车市镇。在市镇建成后，将共有42000个组屋和私人住宅单位落成，其中3万个是组屋单位，其余12000个则是私人住宅单位。配合新加坡政府减少车辆的目标，登加市镇的路面上设有脚踏车道和行人道，而公路则建于地下。新加坡政府也会开发自动化交通系统，衔接住宅区和裕廊创新区。登加的市镇中心在园林区；田园区着重社区耕种，设有一个田园绿化带；绿苑区将成为西部的休闲区，红砖区则是文化遗产区，而山景区将被森林走廊环绕。登加市镇的主题是「绿色」，而此主题将贯穿全市镇，市镇建设也将与周围的森林环境和丰富的生物多样性融为一体，并擁有无车穿行的市镇中心。
2018年5月13日，新加坡国家发展部长兼财政部第二部长黄循财在《屋事》（Housing Matters）博客中发表的文章称：「居民能享有一个绿意盎然、车辆少，以及便于人们步行的市镇。」建屋发展局将于2018年11月推出登加市镇首1500个组屋单位供新加坡民众申请认购。
新加坡市區重建局于2018年5月25日，倡议更改市区规划蓝图来配合登加市镇的发展，如无异议所倡议的更改将正式划入2014年市区规划蓝图。

## 交通
在2022年，一个新的综合交通枢纽将在登加地区落成；而在2026年，裕廊区域线也将会覆蓋登加地区，新建的地铁站如下：
- 登加地铁站（2026年啓用）
- 丰加地铁站（2026年啓用）
- 登加种植地铁站（2027年啓用）
- 登加园地铁站（英语：Tengah Park MRT station）（2027年啓用）

## 軍事
直至2015年11月10日，前丰加村的大部分地段皆作為新加坡武裝部隊（简称：SAF）的軍事訓練用地。